# Segugio italiano

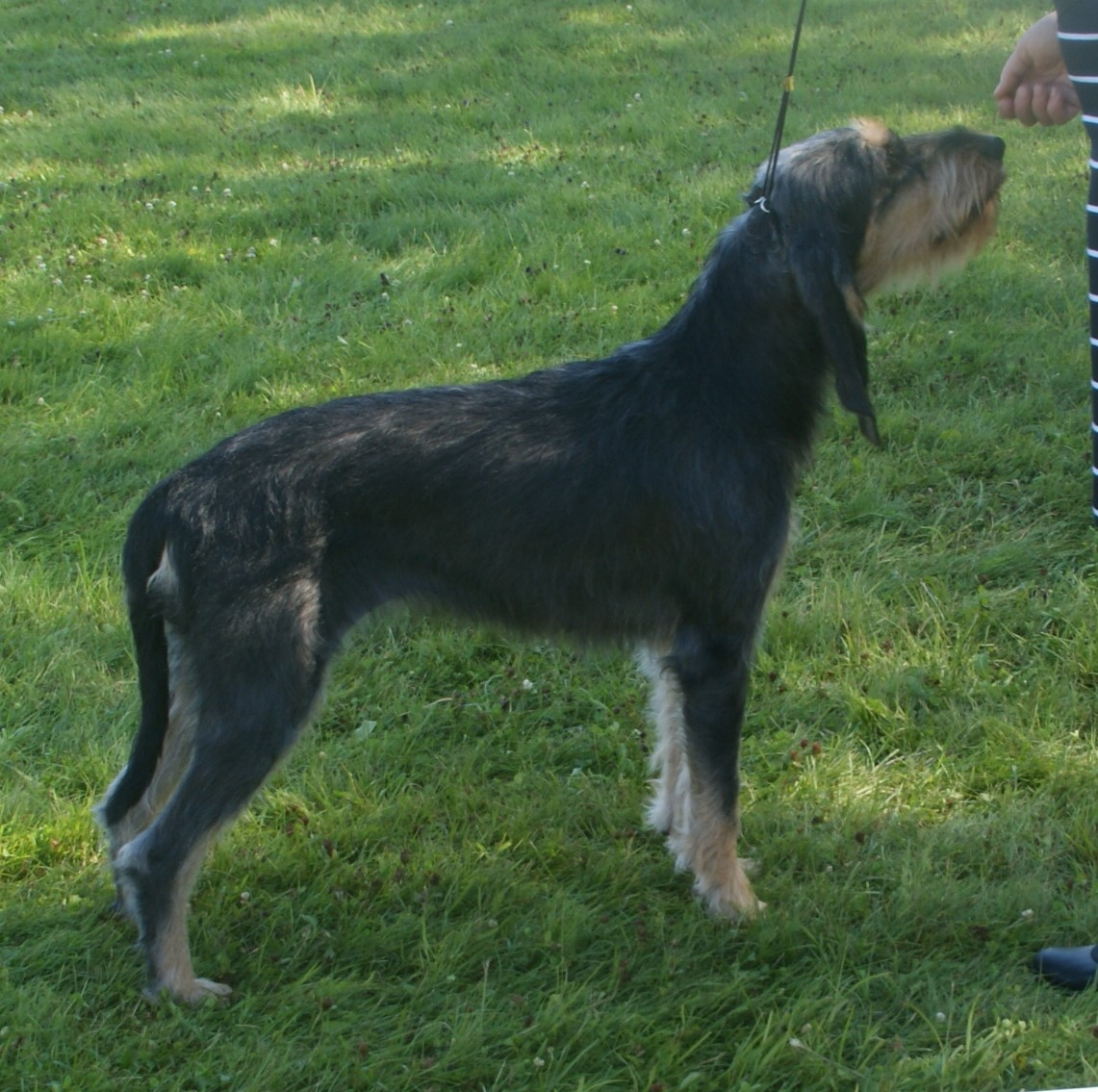
Strävhårig segugio italiano.

Segugio italiano, även italiensk stövare, är en hundras från Italien vilken används som jakthund. 
Segugio är bildat av italienskans seguire, följa. Den anses stå nära de mest ursprungliga braquehundarna, en drivande hund med drag av vinthund och som förr användes för parforsjakt då man släppte hundarna i stora koppel (pack). Idag används den mest som drivande hund på hare, kanin och vildsvin. Den driver under galopp och har ett drevskall med olika tonlägen under olika faser av drevet. I Italien är den en av de populäraste hundraserna.